# 圣十字修道院 (科尔多瓦)

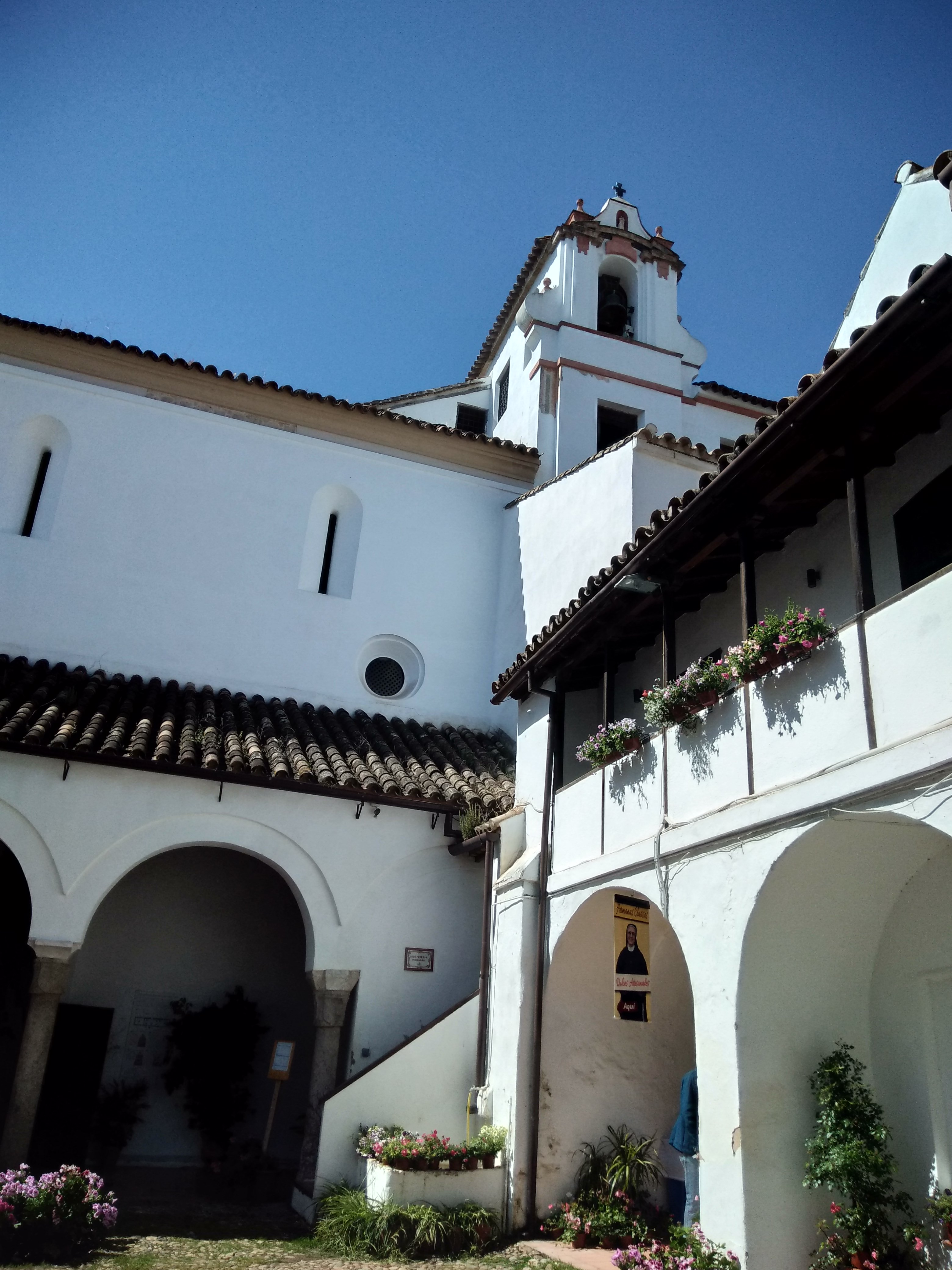
圣十字修道院

圣十字修道院（Convento de Santa Cruz）是一座修道院，位于西班牙科尔多瓦历史中心圣佩德罗区（barrio de San Pedro），建于1435年， 建筑师佩德罗·德洛斯·里奥斯·古铁雷斯·德阿瓜约（Pedro de los Ríos y Gutiérrez de Aguayo）和他的妻子特雷莎·祖丽塔（Teresa Zurita）。这座建筑一直与里奥斯家族密切相关，该家族在庭院周围建起不同的建筑，组成有趣的建筑群，以其独创性、建筑和艺术而闻名。其中包括回廊、修道院、教堂、18世纪初的房子和庭院。主建筑具有罗马、穆斯林、摩尔和巴洛克风格的建筑元素, 见证了科尔多瓦的历史和艺术的发展。装饰教堂内部的瓷砖和绘画值得注意。2011年圣十字修道院公布为西班牙文化财产。